# 村田らむ
村田 らむ（むらた らむ、1972年10月26日 - ）は、日本のルポライター、イラストレーター、漫画家、カメラマン、YouTuber。愛知県名古屋市出身。九州産業大学芸術学部デザイン学科卒業。
主に「ホームレス」「ゴミ屋敷」「新興宗教」「スラム街」「青木ヶ原樹海」「廃墟」など、多くの人が見ないようにするネタを中心に取材する。潜入・体験取材を得意とし、ホームレスや樹海の取材歴は20年を超える。『東洋経済オンライン』『TOCANA』『紙の爆弾』『本当にあった愉快な話』『楽待』などで連載。近年は、YouTubeやトークイベントなど活躍の場を広げている。
著書に『樹海考』『ホームレス消滅』『禁断の現場に行ってきた!!』『ゴミ屋敷奮闘記』『「非会社員」の知られざる稼ぎ方』『人怖』『危険地帯潜入調査報告書』（丸山ゴンザレスと共著）など多数。

## 略歴
1972年、愛知県名古屋市生まれ。名古屋市立桜台高等学校、九州産業大学芸術学部デザイン学科卒業。卒業後、フリーのイラストレーターとして上京。点描画で知られるイラストレーター・レオ澤鬼に弟子入り、澤鬼が2019年に亡くなるまで、23年間弟子だった。25、26歳くらいから、2社の日刊紙でイラストを描く。当時イラストレーターとして仕事をしていたデータハウス社のムック『いやらしい2号』で、ルポライターとしてホームレスに取材をした。
1999年から約2年かけて西成（あいりん地区）を取材・執筆し、2001年に単行本『こじき大百科―にっぽん全国ホームレス大調査』を刊行したが、労働組合から差別であると抗議を受けて、すぐに絶版になった。しかし名前が売れたことで、この後、3社に持ち込んだ企画が全て採用され、引き続き、ホームレスの記事を書くことになった。
潜入・体験取材を得意とし、オウム真理教や自己啓発セミナーなどにも潜入、青木ヶ原樹海への取材は100回ほどにのぼる。YouTubeチャンネル『フジクラム』で共演する『やや日刊カルト新聞』の 藤倉善郎とは、UFO宗教「ラエリアン・ムーブメント」に潜入中に知り合った。村田は「やや日刊カルト新聞」のメンバーではないが、コラボ漫画を書いたり、一緒に取材に行くなどしている。
2017年、活動歴20年目にして「週刊東洋経済オンライン2017新人賞」を受賞した。
2020年に、東京都東村山市の格安マンションを購入し、高齢化と自主管理の実態についてコラムを書いた。普段は東京に住んでいるが、大阪への出張が多いので、西成にシェアハウスを借りている。

## 著書

### 単著
- 『こじき大百科―にっぽん全国ホームレス大調査』 2001年5月、データハウス
- 『ユニバーサル・スタジオ・ジャパン裏マニュアル』 2002年7月、データハウス
- 『ホームレス大図鑑』 2005年、竹書房
- 『東京Dスタイル食堂』 2008年、アクセス・パブリッシング
- 『ホームレスが流した涙』2009年10月、ぶんか社
- 『裏仕事師 儲けのからくり』2012年、三才ブックス
- 『ホームレス大博覧会』2013年、鹿砦社
- 『ゴミ屋敷奮闘記』2014年、有峰書店新社
- 『フクモモ』2014年11月、有峰書店新社
- 『軍艦島と巨大廃墟たち』2015年、有峰書店新社
- 『歌舞伎町路地裏写真館』Kindle版、2015年、パブー
- 『ホームレススーパースター列伝』2015年、LOFT BOOKS
- 『禁断の現場に行ってきた!!』2015年、鹿砦社
- 『廃村　昭和の残響』2017年、有峰書店新社
- 『樹海考』2018年、晶文社[10]
- 『美しい昆虫写真 (らむの本)』Kindle版、2020年1月
- 『ホームレス消滅』2020年、幻冬舎新書
- 『危険領域 潜入日記―西日本編 Part.1―』2020年12月、サイゾー
- 『危険領域 潜入日記-青木ヶ原樹海編-』2020年12月、サイゾー
- 『危険領域 潜入日記-アジア編-』2020年12月、サイゾー
- 『誰もが見て見ぬふりをする禁忌（タブー）への潜入で見た誰かにとっての不都合な現実 』2021年、竹書房
- 『人怖 人の狂気に潜む本当の恐怖』2021年、竹書房
→漫画化。『人怖 狂気が潜む人間の深淵』村田らむ:原作, 西アズナブル:作画、2023年4月、竹書房[24]
- 『「非会社員」の知られざる稼ぎ方』2022年1月、光文社新書
- 『危険地帯潜入調査報告書 裏社会に存在する鉄の掟編』2022年、竹書房[25]
- 『人怖2 人間の深淵なる闇に触れた瞬間』2022年10月、竹書房
→漫画化。『人怖2 日常に隠された原初の恐怖』村田らむ:原作, 西アズナブル:作画、2024年3月28日、竹書房
- 『禁忌(タブー)への潜入で見た残酷な現実』2023年3月、竹書房
- 『フリーランス稼業成功の心得―東洋経済ONLINE BOOKS No.1』2023年4月、東洋経済新報社
- 『にっぽんダークサイド見聞録＜わたしの旅ブックス52＞』2024年4月15日、産業編集センター[1]
- 『樹海怪談 潜入ライターが体験した青木ヶ原樹海の恐ろしい話』2024年5月、彩図社
- 『人怖3 人を恐怖で染める日常の狂乱』2024年10月、竹書房
→漫画化。『人怖3 脳内を汚染する恐怖の幻影』村田らむ:原作, 西アズナブル:作画、2025年5月、竹書房
- 『獣怖 動物たちが織成す狂氣の物語』2025年3月、竹書房

### 共著
- 『デビルズ・ダンディ・ドッグス』2013年、太田出版（漫画原作。作画は北上諭志）
- 『元祖ハムケツ』久井めぐみ:共著、2014年5月、有峰書店新社
- 『潜入!!ニッポン“禁断の秘境”大全〜怖くて不思議な日本の“異空間”編～』2014年1月、大洋図書
- 『実録怪談 最恐事故物件』北野誠,大島てる,住倉カオス:共著、2021年5月28日、竹書房[26]
- 『危険地帯潜入調査報告書』丸山ゴンザレス:共著、2019年6月、竹書房
- 『危険地帯潜入調査報告書 裏社会に存在する鉄の掟編』丸山ゴンザレス:共著、2022年3月、竹書房
- 『東京の怖い街』、2022年7月、興陽館[27]
- 『なにかがいる~オウマガトキFILM 心霊調査報告書~』、2022年7月、日本文芸社
- 『ちび本当にあった笑える話 死ぬかと思った!!』、2023年10月、ぶんか社
- 『狂妻 ～復讐のサイコパス～』村田らむ:原作, 松山はやて:作画、ぶんか社
- 『国道1号線怪談』吉田悠軌, 夜馬裕, 黒木あるじ, 村田らむ, 大島てる, 田中俊行:著、KADOKAWA、2025年6月

### イラスト、漫画
- 『マンガついていったらこうなった (実録コミック)』多田文明:著,清野とおる:イラスト,村田らむ:イラスト、2008年6月、イースト・プレス
- 『マンガ資本主義大崩壊―マスコミが書かない「金融危機」の真相』2009年5月、イースト・プレス
- 『クロスバイク最新購入ガイド』2012年10月、コスミック出版
- 『千葉あるある』小島チューリップ:著、 2014年7月、ティー・オーエンタテインメント

### 執筆、連載
- 月刊「紙の爆弾（鹿砦社）」で連載
- 『シックスサマナ』第15,17,21,26,28号、共著
- 『東洋経済オンライン』の記事一覧（2017年から）
- 『楽待不動産投資新聞』のコラム一覧
  - 『村田らむの日本DEEP探訪』、楽待公式YouTubeチャンネル
- 『TOCANA』の記事一覧（2017年から）
- 『ケムール』の記事一覧
- 『あいである広場』の記事一覧
- 『週刊女性PRIME』の記事一覧
- 『ソコイジNEWS』- やや日刊カルト新聞

## 出演

### テレビ
- 『ニッポン国民の皆さん田村淳でございます』、2010年3月29日、TBS[28]
- 『～裏ネタワイド～ DEEPナイト』「ホームレスを食い物にする悪徳医師の実態」、2014年5月22日、テレビ東京[28]
- 『キ号冒険学校が行く!』、2014年10月4日 - 、エンタメ〜テレ[29]
- 『戦慄トークショー 永野が震える夜』「恐怖！村田らむのゴミ屋敷＆事故物件特殊清掃奇譚」、2019年、MONDO TV[30]
- 『じっくり聞いタロウ〜スター近況（秘）報告〜』、2019年3月28日、テレビ東京[31]
- 『緊急検証! 国盗り怪村キングダム　〜第7回紅白オカルト合戦〜』、2023年1月20日、ファミリー劇場[32]
- 『ふぉ〜ゆ〜〜ギリギリな人について行ってみた〜』「福田&松崎がホームレスの実態調査」、2025年5月21日、関西テレビ[33][34]

### 映画
- YARIMAN HUNTER（2022年11月25日公開、企画・原案:横須賀歌麻呂） - R-18指定[35][36][37]